# Somos (Argentina)
Somos fue una revista argentina editada por la Editorial Atlántida entre 1976 y 1993. De publicación semanal, abordaba diversos temas relacionados con la actualidad política y social del país..

## Complicidad con el terrorismo de Estado
La revista Somos fue una gran cómplice del gobierno de facto. Incluía en sus páginas, fotos adulteradas e imágenes ilustradas creadas por el Batallón 601 de Inteligencia del Ejército (“cerebro” de la represión ilegal del Ejército), que fue un instrumento de apoyo activo a la dictadura militar. De esta manera, los argentinos eran informados sobre victorias no ganadas, de aviones, barcos y otros operativos destrozados pero en realidad ni siquiera rozados, y de batallas jamás dadas.
En la época del Proceso, su edición política estaba a cargo de Gustavo Landívar y la secretaría de redacción, la desempeñaron Héctor D'Amico (hoy secretario general del diario La Nación) y Jorge de Luján Gutiérrez (hoy director de la revista Gente).

Esta nota publicada en la revista Somos el 16 de diciembre de 1977, titulada «Cómo viven los desertores de la subversión» que ilustran con fotos que muestran un supuesto «centro de rehabilitación para extremistas» (según dice el epígrafe). Conociendo hoy la realidad de los campos de concentración de la dictadura da miedo mirar estas fotos.
Claudia Acuña, testigo en el juicio ético que la Asociación Madres de Plaza de Mayo organizó el 29 de abril de 2010

En esta revista trabajó como redactor el periodista Héctor Jesús Ferreiros, quien fue detenido el 31 de marzo de 1977, torturado y asesinado.

La revista Somos publicó una nota con el título «Cómo viven los desertores de la subversión». Allí se habla de la existencia de «centros de recuperación de detenidos» y hasta se transcriben declaraciones textuales de personas desaparecidas, sin identificarlas. Las fotos de la nota indicarían que se trata de la ESMA. Es evidente que la revista sabía de la existencia de esos centros clandestinos, a los que llama «cárceles de especial seguridad». El 26 de enero de 1979 se publicó otra nota bajo el título «Dos ejemplos aleccionadores»: se referían a dos jóvenes que fueron conducidos a «casas de recuperación» donde fueron atendidos por psicólogos, médicos y sacerdotes. El 30 de diciembre de 1977 Somos publicó «Los hijos del terror». Y el 24 de marzo de 1978 editaron «Los herederos del odio». Se referían al abandono de tres nenes, «hijos de María Luisa Cerviño, una notoria subversiva».
También se transcribieron declaraciones de detenidos-desaparecidos obtenidas en sesiones de tortura. Así lo denunció Osvaldo Papaleo en el juicio al capellán Christian Von Wernich, [quien resultaría] condenado a reclusión perpetua. Papaleo dijo que antes de su detención ilegal había enviado un telegrama a [la editorial] Atlántida pidiendo que rectificaran una información publicada. Tiempo después, sus torturadores le exhibieron el original del telegrama que él había enviado. La misma situación vivió Jacobo Timerman: en una nota de Somos sobre el caso Graiver se citaron declaraciones del periodista obtenidas bajo tortura.
Raúl Arcomano, agosto de 2010

## Denuncias penales
Alejandrina Barry, hija de desaparecidos, demandó a las revistas Somos, Gente y Para Ti por notas publicadas en esos medios, en los cuales se la hacía pasar por una niña abandonada por sus padres, siendo que los mismos habían sido secuestrados por el propio gobierno.

## Otra revista «Somos» en Buenos Aires
Entre diciembre de 1973 y enero de 1976, el Frente de Liberación Homosexual (1971-1976) publicó de manera clandestina ocho números de una revista Somos, en tiradas de hasta quinientos ejemplares por fotoduplicación y distribuidas a mano.